# Río Tiaoué
El río Tiaoué es un río de Nueva Caledonia. Tiene un área de influencia de 66 kilómetros cuadrados.